# Новая Чишма
 Новая Чишма  — деревня в Альметьевском районе Татарстана. Входит в состав Клементейкинского сельского поселения.

## География
Находится в юго-восточной части Татарстана на расстоянии приблизительно 35 км по прямой на запад от районного центра города Альметьевск у речки Багряжка.

## История
Основана в 1927 году переселенцами из села Старый Багряж-Елхово.

## Население
Постоянных жителей было: в 1938—224, в 1949—257, в 1958—241, в 1970—201, в 1979—147, в 1989 — 58, в 2002 − 36 (татары 100 %), 23 в 2010.